# Metropolitana di Recife
La metropolitana di Recife, a servizio dell'omonima città del Brasile, è gestita da CBTU/Metrorec; attualmente il tracciato è lungo 39,5 km e possiede 28 stazioni. È composta dalla Linha Centro, suddivisa a sua volta in due linee (Centro 1 e Centro 2), e dalla Linha Sul.
Le linee Centro 1 e Centro 2 condividono parte del percorso tra le stazioni di Recife e Coqueiral . Dalla stazione Coqueiral le linee si dividono e hanno capolinea differenti: Camaragibe (Centro 1) e Jaboatão dos Guararapes (Centro 2). Inoltre la Linha Centro ha due stazioni d'interscambio con la Linha Sul, a Recife e Joana Bezerra.

## Rete
La rete è composta da tre linee, due delle quali condividono la maggior parte del tracciato:
| Linea    | Percorso             | Inaugurazione | Lunghezza | Stazioni | Tempo di percorrenza |
| -------- | -------------------- | ------------- | --------- | -------- | -------------------- |
| Centro 1 | Recife-Camaragibe    | 1985          | 25,2 km   | 15       | 28 min               |
| Centro 2 | Recife-Jaboatão      | 1987          | 25,2 km   | 14       | 24 min               |
| Sul      | Recife-Cajueiro Seco | 2005          | 14,3 km   | 13       | 25 min               |

## Storia
Il governo federale brasiliano, tramite il Ministero dei Trasporti creò nel settembre 1982 il consorzio Metrorec, costituito dalla Rede Ferroviária Federal (RFFSA) e la Empresa Brasileira de Transportes Urbanos(società oggi non più esistente). La costruzione della metropolitana è stata avviata nel gennaio 1983.
Nel febbraio 1984 venne creata a Rio de Janeiro la Companhia Brasileira de Trens Urbanos (CBTU). Il Metrorec entrò a far parte di essa nel gennaio 1985.

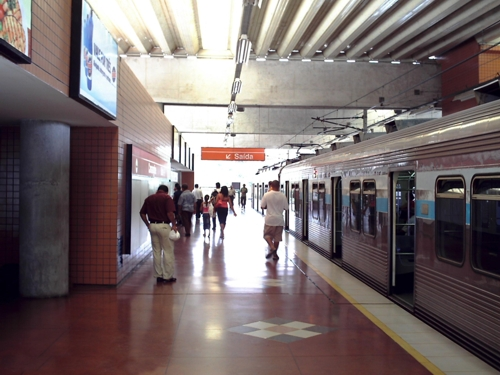
Il capolinea Camaragibe della linea Centro

L'11 marzo 1985 venne inaugurata la prima tratta della Lihna Centro da Recife a Werneck. Nel 1986 la linea venne prolungata fino a Rodoviária. Nell'anno successivo sulla Linha Centro venne aperta una diramazione fino a Jaboatão. Da quel momento le due diramazione esistenti presero i nomi di Centro 1 (per la tratta da Coqueiral a Rodoviária) e Centro 2 (per la tratta da Coqueiral a Jaboatão). Tale linea venne ulteriormente prolungata quando il ramo della Centro 1 venne portato fino all'attuale capolinea di Camaragibe nel 2002.
Nel 1998 si iniziò ad espandere la metropolitana di Recife, con la costruzione di una nuova linea metro lunga 14,3 km che da Recife arrivasse fino a Cajueiro Seco. La prima tratta di tale linea, che prese il nome di Linha Sul, venne inaugurata nel 2005 e andava dalla stazione di Recife fino a quella di Imbiribeira. Tra il 2009 e il 2010 sono state aperte porzioni della Linha Sul fino al capolinea di Cajueiro Seco.
Nel marzo 2007, il governo federale stanziò fondi che venissero utilizzati per l'acquisto di nuovi treni da utilizzare sulle linee metropolitane di Recife. Infatti nel 2010 vennero acquistati 15 treni costruiti dalla CAF.
L'8 giugno 2013 è stata aperta al pubblico la stazione di Cosme e Damião sulla Lihna Centro tra le stazioni di Rodoviária e Camaragibe in modo da facilitare lo scambio di persone con lo stadio Itaipava Arena Pernambuco, nuovo stadio calcistico costruito in previsione del Campionato mondiale di calcio del 2014 che si è svolto in Brasile.

### Cronologia
| Data              | Tratta - Stazione            | Linea    |
| ----------------- | ---------------------------- | -------- |
| 11 marzo 1985     | Recife-Werneck               | Centro   |
| 8 agosto 1986     | Werneck-Coqueiral            | Centro   |
| 24 settembre 1986 | Coqueiral-Rodoviária         | Centro 1 |
| 29 agosto 1987    | Coqueiral-Jaboatão           | Centro 2 |
| 26 dicembre 2002  | Rodoviária-Camaragibe        | Centro 1 |
| 28 febbraio 2005  | Recife-Imbiribeira           | Sul      |
| 28 marzo 2009     | Imbiribeira-Shopping         | Sul      |
| 1º febbraio 2010  | Shopping-Tancredo Neves      | Sul      |
| 29 agosto 2010    | Tancredo Neves-Cajueiro Seco | Sul      |
| 8 giugno 2013     | Cosme e Damião               | Centro 1 |

## Le linee

### Linha Centro

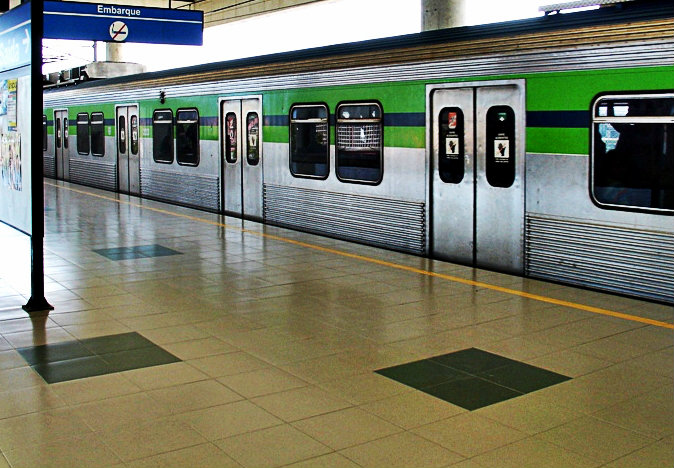
La stazione Imbiribeira della Linha Sul

La Linha Centro, viene suddivisa in due linee: la Linha Centro 1 (caratterizzata dal colore arancione) e la Linha Centro 2 (caratterizzata dal colore rosso); condividendo la maggior parte del percorso. Gli attuali capolinea sono: Recife (comune ad entrambe), Camaragibe e Jaboatão. Attualmente la linea è composta per un totale di 19 stazioni per una lunghezza di 25,2 km.
I lavori di costruzione della linea iniziarono a partire dal gennaio 1983, in seguito della creazione, da parte del governo federale brasiliano, nel settembre 1982 del consorzio Metrorec. I lavori continuarono negli anni successivi. Nel 1987 venne inaugurata la seconda diramazione della linea che prese il nome di Linha Centro 2 con capolinea presso Jaboatão. Gli ultimi lavori effettuati sulla linea portarono all'apertura l'8 giugno 2013 all'apertura della stazione di Cosme e Damião.

### Linha Sul
La Linha Sul, caratterizzata dal colore blu, è la seconda linea metropolitana della città di Recife. I suoi capolinea sono: Recife e Cajueiro Seco. Ha 12 stazioni per una lunghezza di 14,3 km.
I lavori per questa seconda linea iniziarono nel 1998. La prima tratta di tale linea, che prese il nome di Linha Sul, venne inaugurata nel 2005 e andava dalla stazione di Recife fino a quella di Imbiribeira. Tra il 2009 e il 2010 sono state aperte porzioni della Linha Sul fino al capolinea di Cajueiro Seco.

## Caratteristiche del sistema
A causa del tasso di analfabetismo nella regione (circa il 10,55% secondo il censimento del 2000 per l'IBGE), le stazioni sono state progettate con una particolare cura per includere vari segni di identificazione. Oltre al servizio di messaggi audio che annuncia il nome della fermata c'è un colore diverso utilizzato sui muri di tutte le stazioni e le loro indicazioni sono dotate di simboli grafici accanto al nome.

## Servizio

### Titoli di viaggio
I titoli di viaggio disponibili per la metropolitana di Recife sono:
- Biglietto Valido una corsa: R$ 1,60
- Biglietti Integrati:
  - Anello A: R$ 2,25
  - Anello B: R$ 3,45

### Orari
Il servizio viene effettuato tutti i giorni dalle 5:00 fino alle 23:00. La frequenza nelle ore di punta è di un treno ogni 5 minuti, con punte di attesa che arrivano al massimo a 12 minuti nei momenti di minore affluenza; si stima che trasporti quotidianamente più di 250 000 passeggeri.